# Islandezi
Islandezii (în islandeză Íslendingar) sunt un popor și un grup etnic nord germanic, care sunt locuitorii nativi ai Islandei. Vorbesc limba islandeză care face parte din grupul lingvistic germanic. Religia lor dominantǎ este luteranismul.

## Istorie
Islandezii sunt descendenții coloniștilor nordici din secolele IX-X, în special din Norvegia. De asemenea, la formarea națiunii islandeze au participat oameni și din alte posesiuni ale scandinavilor, precum Irlanda și Scoția. În secolele XI-XIII, a existat un proces de consolidare națională a islandezilor și de apariție a limbii islandeze. Dezvoltarea ulterioarǎ a națiunii a fost împiedicată de îndelungata dominație danezǎ (din 1380). În 1918, Danemarca a recunoscut drepturile suverane ale Islandei, pe baza Uniunii Danezo-Islandeze. În 1944, această uniune a fost dizolvată, iar țara s-a proclamat republică. Principalele ocupații ale islandezilor sunt: pescuitul, prelucrarea peștelui, creșterea renilor și agricultura.